# RMS Campania
O RMS Campania foi um navio transatlântico britânico pertencente à Cunard Line, construído pela Fairfield Shipbuilding and Engineering Company, na Escócia, e lançado em 8 de setembro de 1892.
Idêntico em dimensões e especificações de seu navio irmão RMS Lucania, o Campania foi o maior e mais rápido navio de passageiros a flutuar quando entrou em serviço em 1893. Ele atravessou o Atlântico em menos de seis dias e, em sua segunda viagem em 1893, ganhou a prestigiada Flâmula Azul, que até então pertencia ao SS City of Paris. No ano seguinte, Lucania ganhou a Flâmula Azul e manteve o título até 1898. O Campania era ligeiramente mais lento que seu navio irmão.

## Construção
Campania e Lucania foram parcialmente financiados pelo Almirantado. O acordo era que a Cunard receberia dinheiro do governo para a construção das embarcações na condição de os navios entrarem na lista de reserva naval para servir como cruzadores mercantes armados quando exigido pelo governo. Os contratos foram adjudicados à Fairfield Shipbuilding and Engineering Company, que na época era um dos maiores construtores britânicos de navios de guerra. Os planos foram elaborados para um grande vapor de dois eixos alimentados por motores de expansão tripla, e a construção começou em 1891, apenas 43 dias após a ordem da Cunard Line.
Campania e Lucania tiveram os maiores motores de expansão tripla já instalados em um navio da Cunard. Estes motores também eram os maiores do mundo na época, e ainda hoje são os maiores do tipo já construído. Eles representam os limites do desenvolvimento para este tipo de tecnologia, que foi superada alguns anos depois pela tecnologia da turbina. Cada motor tinha cinco cilindros. Havia dois cilindros de alta pressão. O vapor era levantado de 12 caldeiras de escavação de dupla extremidade, cada um medindo 18 pés (5,5 m) de diâmetro com oito fornos. Havia também uma caldeira de extremidade única para máquinas auxiliares e uma caldeira de burro pequena. A pressão da caldeira era de 165 lbs e permitia que os motores produzissem 23 000 kW, o que se traduziu em uma velocidade média de 22 nós (41 km/h) e uma velocidade recorde de 23½ nós. A velocidade de operação normal para os motores era cerca de 79 rpm.
Cada motor estava localizado em um compartimento estanque separado. No caso de uma ruptura do casco nessa área, apenas uma sala de máquinas seria inundada e o navio ainda poderia utilizar o motor adjacente. Além disso, o Campania tinha 16 compartimentos transversais e estanques com portas estanques que podiam ser fechadas manualmente ao comando do telégrafo na ponte. O navio tinha condições de permanecer à tona mesmo com dois compartimentos inundados.
Durante as primeiras viagens do Campania pelo Atlântico, a vibração do casco foi notada como um problema, e as ondas causavam incômodo aos passageiros em mares pesados. Isso levou a modificações de projeto feitas ao Lucania, que ainda estava em construção. As modificações feitas no Lucania provaram ser bem sucedidas, então a Cunard decidiu fazer modificações semelhantes ao Campania. O Campania foi entregue ao estaleiro e sua seção do casco foi fortalecido para reduzir a vibração. Além disso, o seu convés de passeio foi estendido sobre as plataformas dianteiras e a popa, e os lados dos poços foram totalmente fechados por chapeamento. O novo projeto avançado seria ecoado 14 anos depois no projeto do Lusitania e Mauretania.

## Alojamento de passageiros

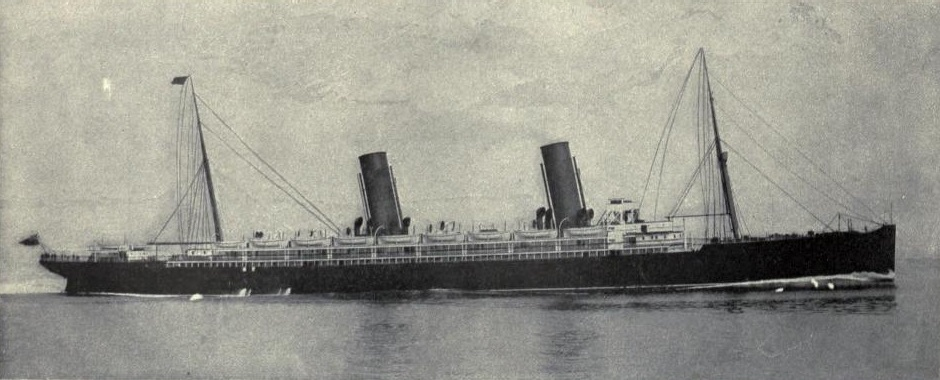
O Campania no ano de 1911.

Campania e seu navio irmão ofereceram o mais luxuoso alojamento de passageiros de primeira classe disponível. De acordo com o historiador marítimo Basil Greenhill, em seu livro Merchant Steamships, os interiores do Campania e Lucania representaram a opulência vitoriana em seu pico - uma expressão de uma era altamente confiável e próspera que nunca mais seria repetida em qualquer outro navio. Greenhill observou que os interiores dos navios posteriores degeneraram em "vulgaridade grandiosa, a sintaxe clássica degradada ao mero jargão".
Todas as salas públicas de primeira classe e as cabines de banho do convés superiores eram, geralmente, de painéis pesados em carvalho, lenço de seda ou mogno; e densamente alcatifado. As cortinas de veludo pendiam as janelas e as vigias, enquanto o mobiliário era ricamente estofado no design correspondente. O estilo predominante era o Art nouveau, embora outros estilos também estivessem em uso, como o "Renascimento francês", que foi aplicado ao salão de entrada da primeira classe, enquanto a sala de fumar estava em "estilo isabelino", composta por painéis de carvalho pesado em torno da primeira lareira aberta a ser utilizada a bordo de um navio de passageiros.

## Comunicação sem fio
Em 1901, seu irmão Lucania tornou-se o primeiro navio da Cunard a ser equipado com um sistema sem fio Marconi, seguido alguns meses depois pelo Campania.
Pouco depois dessas instalações, os dois navios fizeram história trocando o primeiro boletim de gelo em transmitido sem fio. O Campania ganhou mais uma distinção na história da comunicação sem fio em 1905, quando se tornou o primeiro navio a ter conexão de rádio permanente com estações costeiras em todo o mundo. A partir desse momento, um navio que atravessava o Atlântico nunca mais ficaria isolado do resto do mundo da mesma maneira novamente.

## Últimos dias

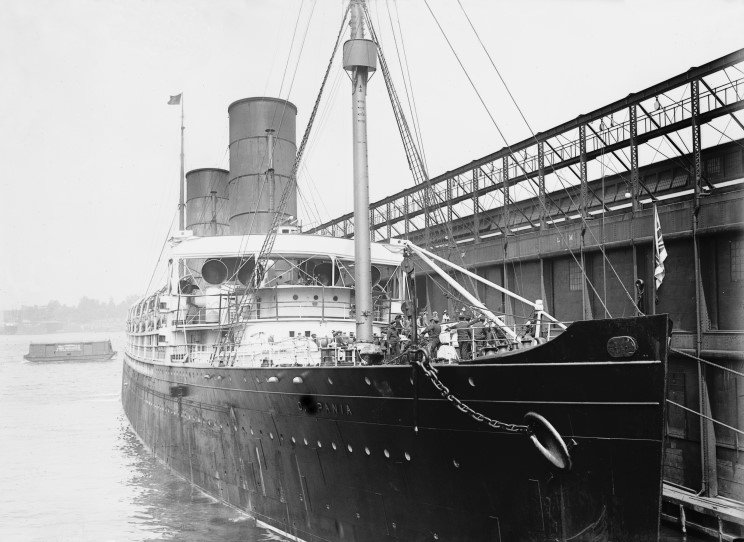
Campania no pier da Cunard, em Nova Iorque.

Campania e Lucania serviram como os principais navios de passageiros da Cunard por 14 anos, período durante o qual foram superados em velocidade e tamanho por uma sucessão navios alemães de quatro chaminés, começando pelo Kaiser Wilhelm der Grosse em 1897, que desencadeou uma batalha entre nações para construir as embarcações mais poderosas, como a Classe Kaiser e Classe Olympic. A competição alemã exigiu a construção de navios substitutos para os dois Cunarders, que se concretizaram em 1907 com a aparição do RMS Lusitania e RMS Mauretania.
Com a aparição de um terceiro gigante da Cunard em 1914, o RMS Aquitania, o Campania não era mais necessário. Sua última viagem planejada pela Cunard foi a sua 250ª, e começou em 25 de abril de 1914. Ao retornar a Liverpool, ele foi contratado pela Anchor Line para fazer viagens de Glasgow a Nova Iorque. No entanto, a Primeira Guerra Mundial iniciou e Aquitania, tendo completado apenas três viagens, foi imediatamente requisitado pela Marinha e convertido em um cruzador mercante armado. Campania foi, portanto, lembrado para ocupar seu lugar, mas ele estava muito velho e conseguiu realizar apenas três viagens antes de ser vendido para sucata. Sua última viagem como transatlântico ocorreu em 26 de setembro de 1914.

## HMS Campania

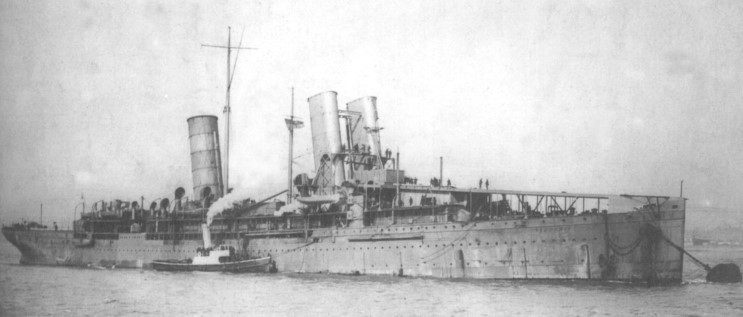
HMS Campania

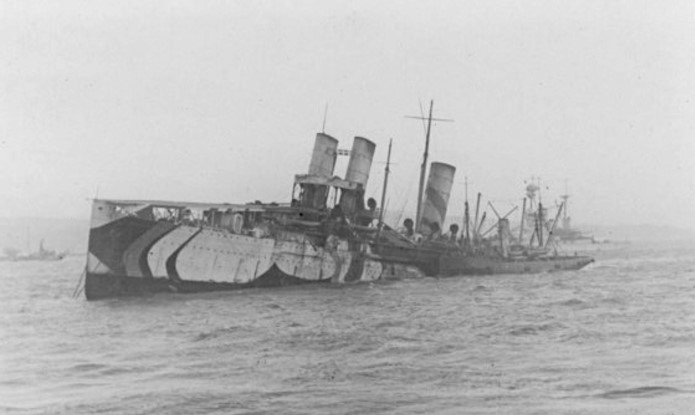
O naufrágio do Campania

Enquanto o Campania aguardava demolição, o Almirantado entrou no último minuto e o comprou com a visão de convertê-lo em um cruzador mercante armado para transportar hidroaviões. A conversão foi realizado no estaleiro Cammell Laird, em Birkenhead. Seu interior estava completamente esvaziado, e o quarto foi feito para armanezar até 14 aeronaves.
A conversão foi concluída em 1915, e os julgamentos ocorreram sob o capitão Oliver Schwann da Marinha Real, com Charles Lightoller (anteriormente segundo oficial do RMS Titanic) como primeiro oficial. Duas semanas depois, ele se juntou à frota no Scapa Flow como HMS Campania e, posteriormente, iniciou manobras no Mar do Norte. Seu trabalho era enviar aviões à frente para explorar a frota alemã.
Após um curso período de tempo, foi decidido adicionar uma plataforma de voo de 160 pés (49 m) na frente do navio, para permitir que a aeronave decolasse diretamente do navio sem cair na água. Os ensaios indicaram que o convés era muito curto, portanto foi estendido para 67 m (220 pés). As alterações exigiram a remoção da parte dianteira da superestrutura e a primeira chaminé (que foi substituído por duas chaminés mais estreitas de cada lado). O convés traseiro e o mastro de trás foram removidos.
O HMS Campania serviu com o Almirantado até 5 de novembro de 1918, apenas seis dias antes do armistício ter sido assinado, quando esteve envolvido em um acidente no Estuário do rio Forth durante ventos fortes. Campania arrastou sua âncora em uma súbita tempestade, e às 03:45 atingiu o arco do navio de batalha HMS Royal Oak e em seguida colidiu com o cruzador de batalha HMS Glorious. Ele começou a afundar pela popa primeiro. Algumas horas depois, uma explosão - presumiu ser uma caldeira - o enviou para o fundo.
O naufrágio hoje é classificado como de importância histórica, sendo designado sob a Lei de Proteção de Naufrágios em 2000. Essa designação foi revogada em 2013, quando o site do naufrágio foi re-designado como uma Área marinha protegida.